# Besma marilacta
Besma marilacta är en fjärilsart som beskrevs av Dyar 1916. Besma marilacta ingår i släktet Besma och familjen mätare. Inga underarter finns listade i Catalogue of Life.